# Gruppo Finanziario Tessile
Il Gruppo Finanziario Tessile (GFT) è stato un gruppo tessile specializzato nell'abbigliamento maschile (ma anche femminile) e con sede a Torino, nel quartiere Aurora.

## Storia
L'azienda nacque nel 1930 a Torino, culla italiana della moda, dalla fusione progressiva della ditta torinese Donato Levi con la biellese Lanifici Rivetti, dando vita già dalla costituzione al marchi Facis e Marus, destinati ad assumere una certa notorietà nel mercato tessile italiano.
Contemporaneamente alla commercializzazione dei prodotti dei Lanifici Rivetti, il GFT iniziò fin dagli anni '30 a specializzarsi nella produzione di abiti confezionati, spaziando dalle confezioni maschili agli abiti da lavoro e alle forniture militari e facendo nascere a Torino i primi negozi Facis e Marus.

### Il dopoguerra
Nel 1954 i tre fratelli Rivetti (Silvio, Pier Giorgio e Franco) assunsero la proprietà totale del GFT cedendo le loro partecipazioni nei Lanifici Rivetti e confidando, con successo, sull'incremento delle richieste di abiti confezionati previsto nel secondo dopoguerra, portando così il GFT a diventare, tra gli anni '50 e gli anni '70, una delle principali ditte italiane specializzate nella produzione di massa delle confezioni d'abbigliamento, soprattutto attraverso il marchio Facis.
Il successo ottenuto fu determinato essenzialmente dal rinnovamento delle tecniche produttive, con l'adozione di sistemi di produzione importati dagli Stati Uniti, dall'innovazione del prodotto, reso progressivamente più adattabile alle esigenze della clientela, e dalla strategia commerciale basata sulla diffusione in tutta Italia per mezzo dell'estensione capillare della catena di negozi Marus; tuttavia non ebbero successo gli sforzi per estendere la produzione dall'abbigliamento maschile, in cui il GFT era specializzato, a quella del settore femminile.

#### L'incendio al Marus di Torino del 1971
Il 18 agosto 1971 alle ore 16:15 circa il grande magazzino della Marus a Torino in Via Roma - da due mesi sottoposto a lavori di ristrutturazione - andò in fiamme e bruciò completamente, generando oltre un miliardo di lire di danni e provocando la morte di due persone. La folla di oltre due mila persone ritardò i soccorsi e alcune persone si gettarono dalle finestre mentre bruciavano. È stato riportato come il più grave incendio a Torino del dopoguerra (perlomeno fino a quello del Cinema Statuto del 1983).

### Dopo gli anni '70
Dopo la crisi dei consumi degli anni '70, il GFT modificò la strategia di mercato affiancando alla produzione di massa quella di un prêt-à-porter griffato, più congeniale alle tendenze degli anni '80, iniziando (sotto la guida di Marco Rivetti, figlio di Franco) la collaborazione con stilisti di fama mondiale come Armani, Ungaro e Valentino. Un'iniziativa vista come una sorte di rivoluzione in quanto portò il lusso nell'abito confezionato. Nel 1993 la società, con qualche problema finanziario, si integrò con il gruppo Miroglio, costituendo uno dei maggiori poli europei del tessile-abbigliamento. Nel 1995 GFT, con il presidente Marco Rivetti malato, si trovò al centro di una battaglia per il suo controllo tra Citibank e Gemina, la società guidata da Cesare Romiti e di cui Mediobanca era socio di riferimento. Sembrò spuntarla in un primo tempo la proposta Citibank (consentiva alle banche di azzerare i loro debiti con la società), alla fine invece una banca cambiò idea e il controllo passò a Gemina.
Nel 1996 morì a 53 anni il presidente Marco Rivetti di Val Cervo, nel 1997 Gemina trasferì le attività industriali (tra cui quelle relative alla moda e all'abbigliamento) alla HDP (Holding di partecipazioni industriali) della famiglia Romiti. Nel 2000 venne creata GFT Net (GFT international network), subholding di HDP, a cui fu trasferito anche il marchio Valentino.  Nello stesso anno comprò il marchio statunitense Joseph Abboud. Nel febbraio 2003 la società chiuse e furono ceduti i marchi Facis e la collezione Valentino.